# Halvor Persson
Halvor Persson (11 marzo 1966) è un ex saltatore con gli sci norvegese.

## Biografia
In Coppa del Mondo esordì l'8 dicembre 1984 a Thunder Bay (8°) e ottenne l'unico podio l'8 gennaio 1985 a Cortina d'Ampezzo (2°). Non partecipò né a rassegne olimpiche né iridate.

## Palmarès

### Coppa del Mondo
- Miglior piazzamento in classifica generale: 17º nel 1985
- 1 podio (individuale):
  - 1 secondo posto